# Roberta Fiandino
Roberta Fiandino (ur. 17 października 1985 w Festiona) – włoska biathlonistka, reprezentantka kraju w Mistrzostwach Świata Juniorów oraz w zawodach Pucharu Świata.
Dotychczas trzykrotnie zdobywała punkty Pucharu Świata. Na początku zajęła 29. miejsce w sprincie w Hochfilzen, poza tym zajęła 25. pozycję w biegu indywidualnym podczas Mistrzostw Świata w 2008 w Östersund oraz 24. miejsce w biegu indywidualnym w Pokljuce.

## Osiągnięcia

### Puchar Świata

#### Miejsca w klasyfikacji generalnej
| Sezon     | Miejsce |
| --------- | ------- |
| 2007/2008 | 61.     |
| 2008/2009 | 78.     |
| 2010/2011 | 84.     |